# 91001 Shanghaishida
91001 Shanghaishida è un asteroide della fascia principale. Scoperto nel 1998, presenta un'orbita caratterizzata da un semiasse maggiore pari a 2,5353084 au e da un'eccentricità di 0,1030118, inclinata di 12,24192° rispetto all'eclittica.